# Manuel Velasco Laguna
Manuel Velasco Laguna (n. 1955) es un fotógrafo y escritor español, conocido por ser autor de diversos libros y novelas históricas relacionados con temática de la Era vikinga, siendo uno de los principales referentes sobre el tema en idioma español. En 2006, bajo el título «En viking fra Spania», fue reconocida su labor como difusor de la cultura vikinga en español por la revista noruega Levende Historie. Su perfil como escritor no se limita al rigor histórico sino que suele ampliar información basada en la cultura popular, incluyendo aspectos como la literatura, cine, videojuegos, cómics, mercados, museos, festivales y estilos musicales, unos recursos adicionales que ha atraído a un público muy diverso. Al margen de investigación y lectura de sagas nórdicas y lo ya existente en la bibliografía afín, Manuel Velasco ha viajado en varias ocasiones por el norte de Europa para obtener más fuentes de información de primera mano sobre los vikingos. Es muy conocido en círculos recreacionistas históricos de varios países, así como de la confesión ásatrú y neopaganismo germano, aunque no profesa ninguna de ellas.

## Biografía
Antes de dedicarse a la literatura profesional, desde 1994 publicó unos 200 artículos en revistas especializadas como las españolas Rutas del Mundo, Grandes Viajes, Aire Libre y Turismo Rural, entre otras, además de la portuguesa Volta ao Mondo o la mexicana Geomundo.  En 1996 comenzó a escribir artículos relacionados con la historia de los lugares que había visitado para hacer sus reportajes de viajes, que empezó a publicar en la revista Historia y Vida para continuar más tarde en otras como Misterios de la Arqueología, Revista de Arqueología, Año/Cero, Historia de Iberia Vieja, Mistérica o Desperta Ferro.
En 1998 comenzó a escribir su primera novela de temática vikinga: La Saga de Yago, que publicaría un año más tarde. Esto coincide con la apertura de su primera web El Drakkar, que derivaría años después en su actual blog Territorio Vikingo. La buena aceptación de estos dos medios, bibliografía e internet, serían cruciales para su dedicación al mundo del pueblo nórdico, realizando nuevos viajes a lugares de importancia significativa y que revirtieron en numerosos artículos sobre los vikingos, a los que siguieron nuevos libros, tanto narrativos como de divulgación histórica. La temática vikinga solo se vio alterada por un par de libros: Finlandia –Suomi  para los amigos– (2004) y  Breve Historia de los Celtas (2005). 
De manera paralela a su afición por la escritura está su profesión como fotógrafo. Tanto sus reportajes y artículos de prensa como algunos de sus libros están ilustrados con sus propias fotos y es colaborador de la agencia norteamericana iStockphoto. Su libro Territorio Vikingo se presentó en Madrid el 18 de octubre de 2012.

## Obra

### Ediciones digitales y libros fotográficos
- Midgard, Islandia, Romería Vikinga de Catoira, Jorvik, Moesgard (2011), Autopublicados.
- Erik el Rojo (2013), edición digital, Amazon, ASIN B00EN4F266
- La Saga de Yago (2013), edición digital, Amazon, ASIN B00EKMOHYE
- El Anillo de Balder (2014), edición digital, Amazon, ASIN B00EQD2ZJQ
- Ulad (2014), edición digital, Amazon, ASIN B00G8EQZBU
- La Tierra de los Muertos (2014), edición digital, Amazon, ASIN B00G2OGU2U
- Rey Ragnar (2018), edición digital, Amazon, ASIN B07K7TGF4M
- Ulfar the Avenger (2019), edición digital, Amazon, ASIN B07QHNZ5WK
- Hoárr, historias del dios tuerto (2019), edición digital, Amazon, ASIN B07RHDQRY3
- La Saga de Yago. Partes I y II (2022), edición digital, Amazon, ASIN B09X5YZ8JG
- La Saga de Úlfar el Vengador (2022), edición digital, Amazon, ASIN B01HHH9D5G
- El último ulfhedinn (2022), edición digital, Amazon, ASIN B0BQ1QRJ51

## Teatro
El argumento de El anillo de Balder, antes de publicarse como libro, fue usado como guion para una obra teatral en la Romería Vikinga de Catoira, un evento cultural de la provincia de Pontevedra.